# چهره‌های ماندگار پرسپولیس
چهره‌های ماندگار پرسپولیس یا تالار نام‌آوران باشگاه پرسپولیس (به انگلیسی: Persepolis F.C. Hall of fame) عنوان همایشی است که طرح اولیه آن توسط محمدرضا رویانیان در دی ماه ۱۳۹۱ تهیه و اولین مراسم آن در اردیبهشت ۱۳۹۲ ارائه شد.
در این سلسله همایش‌ها از اسطوره‌های و چهره‌های تاریخی و شاخص در قید حیات باشگاه فوتبال پرسپولیس تهران تجلیل و به آن‌ها تندیس‌شان ارائه می‌شود.تاکنون ۱۲ شخصیت از این اسطوره‌ها معرفی شده‌اند. همچنین از خانواده ۶ ستاره این باشگاه که در زمان اجرای مراسم در قید حیات نبودند تقدیر شد.

## چهره‌های ماندگار دهه ۴۰ و دهه ۵۰

بازیکنان پرسپولیس در سال ۱۳۵۰. پرسپولیس در این سال با ۱۳ پیروزی و ۱ شکست از ۱۴ بازی جام منطقه‌ای ایران ۱۳۵۰ به نخستین قهرمانی تاریخ خود رسید.

این مراسم که ۱ اردیبهشت ۱۳۹۲ در سالن همایش‌های برج میلاد برگزار شد٬ ۱۲ تن از برترین‌های در قید حیات پرسپولیس در دهه‌های ۴۰ و ۵۰ انتخاب و به آنان تندیس‌شان ارائه شد.
این ۱۲ نفر به شرح زیر می‌باشند:
1. همایون بهزادی
2. حسین کلانی
3. کاظم رحیمی
4. هادی طاووسی
5. رضا وطنخواه
6. بیوک وطنخواه
7. ابراهیم آشتیانی
8. علی پروین
9. محمود خوردبین
10. حمید جاسمیان
11. جعفر کاشانی
12. فریدون معینی[۲]

- از خانواده ۶ تن ستارگان دهه ۴۰ و ۵۰ که در زمان مراسم در قید حیات نبودند نیز تقدیر شد.

1. صفر ایرانپاک
2. ایرج سلیمانی
3. محراب شاهرخی
4. فریبرز مرادی
5. مجید سبزی
6. ناظم گنجاپور[۲]

- همچنین به مرتضی احمدی لوح تقدیری با عنوان " نیم قرن وفاداری " اهدا شد.

## چهره‌های ماندگار دهه ۶۰ و دهه ۷۰
این مراسم در حال آماده‌سازی است.
1. علی پروین(ملقب به سلطان)
2. مهدی مهدوی‌کیا (ملقب به موشک)
3. کریم باقری (ملقب به آر پی جی)
4. احمدرضا عابدزاده (ملقب به عقاب آسیا)
5. علی دایی (ملقب به شهریار)
6. علی کریمی( ملقب به جادوگر)
7. مجتبی محرمی (ملقب به سیم خاردار)
8. فرشاد پیوس (ملقب به آقای گل)
9. حامد کاویانپور(ملقب به کارلوس کاویانپور)
10. افشین پیروانی
11. حمید استیلی
12. بهروز رهبری‌فرد
13. یحیی گلمحمدی
14. محمدحسن انصاری‌فرد
15. نادر محمدخانی
16. محمد پنجعلی
17. حمید درخشان
18. مرتضی کرمانی‌مقدم
19. حسین عبدی
20. رضا شاهرودی
21. علیرضا امامی‌فر
22. ادمموند بزیک
23. ناصر محمدخانی
24. محسن خلیلی
25. ایمون زاید